# Roe River
Roe River er en flod i Montana, USA. Den løber mellem ferskvandskilden Giant Springs og Missouri-floden nær byen Great Falls. 
I Guinness Rekordbog var floden fra 1989 til 2005 registreret som den korteste flod i verden. I 2006 udgik kategorien "Korteste flod" af rekordbogen. Floden har en samlet længde på 61 meter.
47°32′05″N 111°13′49″V / 47.5347°N 111.2303°V